# Писменово
Пи́сменово (болг. Писменово) — село в Бургаській області Болгарії. Входить до складу громади Приморсько.

## Населення
За даними перепису населення 2011 року у селі проживали 142 особи, з них 16 осіб (88,9%) — болгари.
Розподіл населення за віком у 2011 році:
Динаміка населення: